# Museo d'arte fotografica di Tokyo
Il Museo d'arte fotografica di Tokyo (東京都写真美術館?, Tōkyō-to Shashin Bijutsukan) è un museo d'arte incentrato sulla fotografia.
Fondato nel 1990 dall'amministrazione metropolitana di Tokyo, dal 1995 è situato a Meguro, a pochi passi dalla stazione di Ebisu, nel sud-ovest di Tokyo nei pressi del Yebisu Garden Place. Il museo è dotato anche di un cinema.
Il museo rimase chiuso per due anni, dal novembre 2014 al settembre 2016, per dei lavori di ristrutturazione.